# Fekete Andrea
Fekete Andrea (Budapest, 1975. –) magyar nefrológus, gyermekgyógyász, kutatóorvos, a Semmelweis Egyetem egyetemi docense.[forrás?]

## Életpályája
A Budapesti Fazekas Mihály Gyakorló Általános Iskola és Gimnáziumban érettségizett. 1994–2001 között a Semmelweis Egyetem Általános Orvosi Karának hallgatója volt. 1998-tól az I. Sz. Gyermekgyógyászati Klinikán dolgozik. 2001 óta a Magyar Nephrológiai Társaság	tagja. 2004-ben PhD fokozatot szerzett a Semmelweis Egyetemen. 2010 óta a Magyar Gyermeknefrológiai Szekció tagja. 2011 óta a nemzetközi European Association of Diabetes társaság és a Magyar Diabétesz Társaság tagja. 2022-ben a MTA doktora lett.[forrás?]
Kutatási területe a nefrológia – az akut és krónikus veseelégtelenséghez vezető betegségek állatkísérletes modellezése, patofiziológiai vizsgálata; valamint a diabéteszszövődmények vizsgálata.[forrás?]

## Díjai
- Richter Gedeon-díj (2002, 2007)
- Az Év Legkiemelkedőbb Nephrológiai Tudományos Közleménye Díj (2004, 2008, 2012, 2015)
- Petényi Géza-díj (2004)[3]
- Akadémiai Ifjúsági Díj (2006)[3]
- L’Oréal „Nők a tudományért” díj (2006)
- Magyary Zoltán posztdoktori ösztöndíj	(2007, 2009)
- Kutatói Díj (2008)
- Dr. Frank Mária Emlékpályázat 1. hely (2008)
- Miklós György-díj (2010)[3]
- Talentum Akadémiai Díj (2011)[3]
- MTA Lendület ösztöndíj (2011-2016)[4]
- Hugonnai Vilma Emlékérem (2012)[3]
- Young Nephrologist Award (2013)
- Merit-díj (2017-2023)
- QP Akadémiai Kiválóság Díj (2019)
- Gábor Dénes-díj (2020)[3]
- Jedlik Ányos-díj (2021)[3]